# Pardaillan (Lot-et-Garonne)
Pardaillan település Franciaországban, Lot-et-Garonne megyében. Lakosainak száma 334 fő (2022. január 1.). Pardaillan Saint-Sernin, Auriac-sur-Dropt, Duras, Monteton, Moustier, Saint-Jean-de-Duras, La Sauvetat-du-Dropt és Allemans-du-Dropt községekkel határos.

## Népesség
A település népességének változása:
| Lakosok száma | 357  | 325  | 316  | 314  | 326  | 312  | 308  | 316  | 323  | 334  |
|               | 1968 | 1982 | 1990 | 2006 | 2013 | 2015 | 2017 | 2019 | 2020 | 2022 |